# Fotografía deportiva

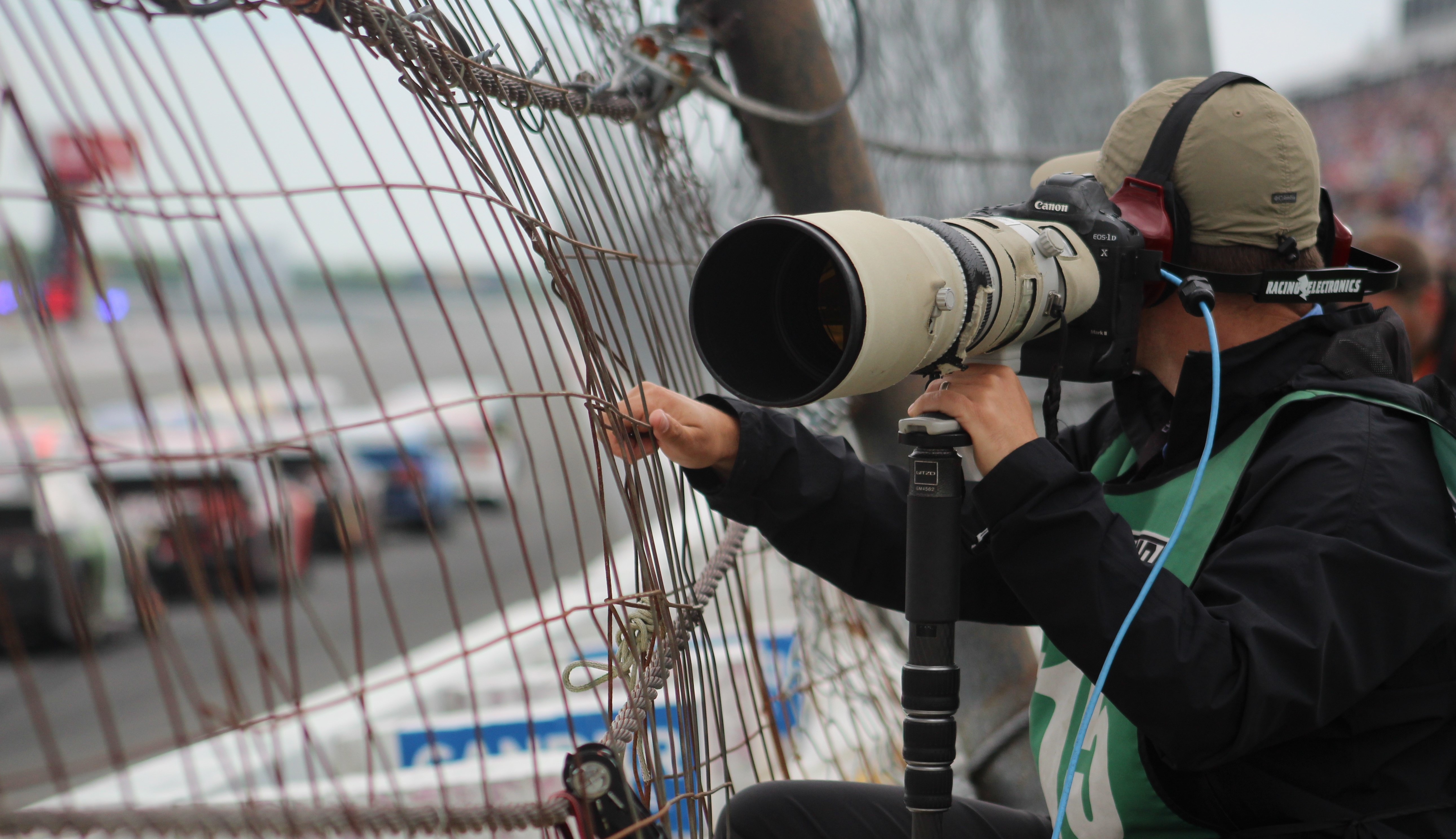
Fotógrafo deportivo durante Pocono 400 el 2019

La fotografía deportiva se refiere al género de fotografía que cubre todo tipo de deportes.
La fotografía deportiva profesional, principalmente, se considera una rama del fotoperiodismo. Por su contra, la fotografía deportiva de aficionados, como es el caso de fotografías de niños jugando en asociaciones de futbol, forma parte de la fotografía vernácula.
El principal objetivo de la fotografía deportiva profesional son razones editoriales; los fotógrafos deportivos dedicados en el sector normalmente trabajan para periódicos, agencias principales, o en revistas dedicadas específicamente en deportes, aun así, la fotografía deportiva es también usada con objetivos publicitarios.

## Material
El material típicamente usado para la fotografía deportiva incluye una cámara réflex digital de lente única (DSLR) o una cámara mirrorless con una velocidad de disparo continuo alta y lentes intercambiables. El uso correcto de las lentes es muy importante ya que estas permiten al fotógrafo alcanzar imágenes tanto de cerca como de lejos lo más rápido posible con el fin de poder seguir el juego.
Algunos accesorios indispensables incluyen un monopié o un trípode para conseguir mayor estabilidad y un conjunto de baterías extras. Las lentes de gran distancia focal son normalmente utilizadas para la fotografía de acción en deportes como el futbol americano, mientras que las lentes de gran angular pueden ser usadas para fotografías de atletas de campo o de cerca.

### Cuerpos de cámara
Los cuerpos de cámara más utilizados para la fotografía deportiva actual tienen un enfoque automático rápido y una alta capacidad de ráfagas, generalmente son de 8 fotogramas por segundo.

### Lentes
Los distintos deportes implican lentes distintas, pero normalmente la fotografía deportiva requiere teleobjetivos rápidos y con rápido rendimiento de enfoque automático, el cual es necesario para enfocar elementos en movimiento. 
El teleobjetivo se usa con el fin de acerarse más a la acción y una gran apertura es necesaria por diversos motivos:
El fondo se encuentra desenfocado debido a la poca profundidad de campo, obteniendo como resultado un aislamiento del sujeto.
Las lentes pueden enfocar más rápido debido al incremento de luz que les entra – elemento importante en acciones de movimientos rápidos.
Velocidades de obturación más altas pueden congelar la acción.
Aperturas extremadamente amplias (tales como f/1.2 o f/1.4) son de uso poco frecuente debido a que en esos valores de apertura la profundidad de campo es muy superficial, lo que hace el enfoque más difícil y ralentiza el autoenfoque.
La gran diferencia se encuentre entre los deportes de interiores y los de exteriores – en los deportes de exterior las distancias son mejores y la luz es de mayor calidad, más brillante, mientras que en los deportes de interior las distancias son más cortas y la luz más tenue. Respectivamente, en los deportes de exterior las lentes suelen ser de larga distancia focal con aperturas lentas, mientras que los deportes de interior tienden a tener lentes más cortas con aperturas rápidas.
Tanto las lentes de zoom como las de focal fija son usadas para esta técnica fotográfica: las lentes de zoom (generalmente en el rango de 70-200, 75-300, 100-400 o 200-400) permiten mayor encuadre; los de focal fija son más rápidos, más baratos, más ligeros y ópticamente superiores, pero están más restringidos en el encuadre
Las aperturas de f/2.8 o más rápidas se usan con mayor frecuencia, aunque también se encuentra f/4, normalmente en días más brillantes. 
La fotografía deportiva de interior implica sus propias complicaciones debido a la corta distancia entre la acción y el fotógrafo y el exceso de luz. Por ejemplo, en las competiciones para animadoras permiten al fotógrafo estar cerca de la acción mientras miran hacia arriba directamente hacia la iluminación sobre un fondo negro. Un punto de vista distinto para tal situación es utilizar la lente principal denominada “nifty fifty”, la velocidad de obturación es extremadamente rápida, mientras que a la vez, se ajusta la apertura para que entre suficiente luz.

### Cámaras remotas
Los fotógrafos deportivos pueden usar cámaras remotas activadas por un dispositivo de obturación inalámbrico (es decir, Pocket Wizards) para fotografiar desde localizaciones donde ellos no podrían estar, por ejemplo, en una posición elevada como la parte superior de una cancha de basquetbol, o estar en dos lugares a la vez, como sería el caso de estar tanto en la salida como en la meta de una carrera.

## Técnica
La ubicación normalmente es importante para la fotografía deportiva. En grandes eventos, los fotógrafos profesionales suelen fotografiar desde zonas VIP con las mejores vistas, normalmente lo más cerca de la acción posible. La mayoría de deportes requieren al fotógrafo capturar las imágenes con velocidad y ajustes de cámara espontáneos para así poder prevenir imágenes borrosas o con una exposición incorrecta. Algunas fotografías deportivas también se realizan desde la distancia con el fin de darle al juego un efecto único.
Conocer a los sujetos es necesario en el momento de capturar emociones ya que los efectos y el editaje pueden hacer ajustes limitados en una fotografía. Conociendo a los atletas puede cambiar el punto de vista sobre esa persona, haciendo así a un mejor fotógrafo.
Sabiendo el deporte, pudiendo predecir lo que pasará a continuación es fundamental para poder elaborar la secuencia. La acción sucede rápido por lo que el fotógrafo toma su tiempo para prepararse momentos antes de salir a realizar las fotografías.
La velocidad de obturación es fundamental para capturar movimiento, en este tipo de deportes se suele realizar en modo de prioridad de obturador o bien en manual. Un objetivo frecuente es capturar un instante con el mínimo elemento borroso posible, en cuyo caso una velocidad de obturación inferior es deseable.
En algunos casos se usa una velocidad más lenta para provocar una sensación del movimiento a través de los elementos borrosos mostrando así un periodo de tiempo. Una técnica particular es la panorámica, donde la cámara usa una velocidad de obturación intermedia y efectúa una panorámica con el sujeto, lo que produce un sujeto relativamente nítido y un fondo borroso en la dirección del movimiento, captando una sensación de velocidad.
La ISO suele ser alta, para permitir una mayor velocidad de obturación, y suele dejarse en auto.
Las fotografías a menudos se realizan en modo ráfaga para capturar el mejor momento.

### Fotografía de tira
Mientras que la mayoría de fotografías deportivas se centran en capturar momentos, probablemente con algo de desenfoque, la técnica de fotografía de tira es usada para mostrar movimiento a lo largo del tiempo. Esto suele ser más común en el photo finish, pero también puede ser usado con otros propósitos.